# Pyohémie
 Mise en garde médicale
La pyohémie, ou pyémie, est une septicémie à germes dits « pyogènes » qui aboutit à des abcès généralisés métastatiques. Elle est généralement causée par une bactérie, le staphylocoque, responsable de la formation de pus dans le sang. En dehors de ses abcès caractéristiques, la pyohémie se traduit par les mêmes symptômes que les autres formes de septicémie. Elle était presque toujours mortelle avant l'introduction des antibiotiques.

## Aperçu historique
Sir William Osler consacre à la pyohémie une discussion de trois pages dans son ouvrage The Principles and Practice of Medicine, publié en 1892. Il définit ainsi la pyohémie :
« Une maladie généralisée, caractérisée par des frissons récurrents et une fièvre intermittente ainsi que par la formation d'abcès à différents endroits,résultats de la contamination du sang par des produits émanant d'un foyer contaminé par la bactérie de suppuration ».
Avant cette description, Ignaz Semmelweis – qui devait plus tard mourir de cette maladie – avait inclus une section intitulée « La fièvre puerpérale est une variété de pyohémie » dans son traité The Etiology of Childbed Fever (L'Étiologie de la fièvre puerpérale, 1861). Jane Grey Swisshelm, dans son autobiographie intitulée Half a Century (Un demi-siècle), décrit le traitement de la pyohémie en 1862 au cours de la guerre de Sécession.

## Symptômes
La maladie se caractérise par une haute température intermittente avec des frissons par périodes, des processus de dissémination métastatique dans différentes parties du corps, surtout dans les poumons, une pneumonie septique, un empyème. Elle peut être fatale.

## Traitement
Les antibiotiques sont efficaces. Le traitement prophylactique consiste à prévenir la suppuration.

## Types différents de pyohémies
- p. artérielle. Pyohémie qui résulte de la diffusion d'emboles à partir d'un thrombus dans les vaisseaux cardiaques.
- p. cryptogénique. Pyohémie dont l'origine se cache  dans les tissus les plus profonds.
- p. métastatique. Abcès multiples résultant de thrombus pyohémiques infectés.
- p. de la veine porte. Inflammation suppurative de la veine porte.